# Bruden kom genom taket
Bruden kom genom taket är en svensk kriminalkomedifilm från 1947 i regi av Bengt Palm. I huvudrollerna ses Annalisa Ericsson, Karl-Arne Holmsten, Stig Järrel och Gunnar Björnstrand.

## Handling
En tjuv gäckar polisen med en rad framgångsrika inbrott. En kväll tror man sig vara tjuven på spåren, då en vitklädd person rör sig på taket till ett hus inne i stan. I huset bor Tinny Lejoncrona och hennes brorsöner Sigvard och Ragnar.

## Om filmen
Filmen premiärvisades den 24 mars 1947 på biograf Olympia i Borås. Stockholmspremiär ägde rum på biograf Astoria ett par veckor senare, den 12 april. Inspelningen skedde i april och maj 1946 vid Centrumateljéerna i Stockholm med exteriörer från Centralstationen och Slussen i Stockholm av Karl-Erik Alberts.
Skådespelaren Nils Ekstam gör här sin sista filmroll; han avled några månader före premiären. Filmen har visats vid ett flertal tillfällen i SVT, bland annat 1994, 2003, 2005, 2008, 2016, 2019, 2021 och i maj 2022.

## Rollista i urval
- Annalisa Ericson – Marianne Linnér
- Stig Järrel – Sigvard Lejoncrona, konstnär
- Karl-Arne Holmsten – Ragnar Lejoncrona, Sigvards bror, departementstjänsteman
- Gunnar Björnstrand – Sune Eriksson, Sigvards privatsekreterare, alias Andersson-Liljegren, storförbrytare
- Elsa Carlsson – Augustine Lejoncrona, kallad Tinny, Sigvards och Ragnars faster
- Douglas Håge – Karlsson, polisdetektiv
- Hjördis Petterson – Hilda Linnér, Mariannes mor
- Nils Ekstam – Putte Linnér, kriminalkommissarie, Mariannes far
- Carl Hagman – polis på polisstationen
- Margit Andelius – Karin Andersson, bröderna Lejoncronas trotjänarinna
- Wiktor "Kulörten" Andersson – korvgubbe
- Birger Åsander – poliskonstapel
- Saga Sjöberg – Anna-Greta Linnér, Mariannes syster
- Helge Mauritz – kriminalpolis
- Gustaf Hedberg – kriminalpolis